# Mroczne zwycięstwo
Mroczne zwycięstwo (ang. Dark Victory) – amerykański film z 1939 roku w reżyserii Edmunda Gouldinga.

## Obsada
- Bette Davis
- George Brent
- Humphrey Bogart
- Geraldine Fitzgerald

## Nagrody i nominacje
| Nazwa nagrody | Wygrane       | Nominacje |
| ------------- | ------------- | --- |
| Oscar         | bez rezultatu | 1940 Najlepszy film wytwórnie Warner Bros. i First National Najlepsza aktorka pierwszoplanowa Bette Davis Najlepsza muzyka oryginalna Max Steiner |

## Wyróżnienia
| Rok wyróżnienia | Amerykański Instytut Filmowy                                   | Miejsce     |
| --------------- | -------------------------------------------------------------- | ----------- |
| 2002            | Lista 100 najlepszych amerykańskich melodramatów wszech czasów | 32. miejsce |
| 2006            | Lista 100 najbardziej inspirujących filmów wszech czasów       | 72. miejsce |